# Blauwborstelfje
Het blauwborstelfje (Malurus pulcherrimus) is een zangvogel uit de familie Maluridae (elfjes).

## Verspreiding
De soort komt voor van zuidwestelijk West-Australië tot zuidelijk-centraal Zuid-Australië.

## Status
De grootte van de populatie is niet gekwantificeerd maar de soort wordt omschreven als zeer algemeen in het zuidwesten en schaars in het zuiden. Op de Rode lijst van de IUCN heeft deze soort de status niet bedreigd.